# HD 32715
HD 32715，又名BD+64 500，SAO 13388、HR 1647，是一颗恒星，视星等为6.41，位于銀經146.23，銀緯14.54，其B1900.0坐标为赤經5h 0m 0.8s，赤緯+64° 14.54′ 31″。